# Barrage de Karaova
Le barrage de Karaova est un barrage situé en Turquie. La rivière de Manahözü (Manahözü Deresi) se jette dans la rivière Kılıçözü (Kılıçözü Çayı) quelque six kilomètres en aval du barrage. La rivière Kılıçözü est un affluent de la rivière de Delice.

## Sources
- (en) www.dsi.gov.tr/tricold/karaova.htm Site de l'agence gouvernementale turque des travaux hydrauliques